# Saint-Léger-de-Montbrun
Saint-Léger-de-Montbrun är en kommun i departementet Deux-Sèvres i regionen Nouvelle-Aquitaine i västra Frankrike. Kommunen ligger i kantonen Thouars 1er Canton som tillhör arrondissementet Bressuire. År 2022 hade Saint-Léger-de-Montbrun 1 257 invånare.

## Befolkningsutveckling
Antalet invånare i kommunen Saint-Léger-de-Montbrun
| Referens: INSEE |